# Bhava
A "bhava" (szanszkrit भाव, 'létállapot, szubjektív létesülés, tudatállapotok', a भू bhú, 'létesülni' szóból) kifejezés magyar fordításai 'érzés, érzelem, hangulat, elkötelezett tudatállapot'.  A buddhista gondolkozás szerint a bhava (nem bháva) az élet és halál folytatása és az azokból való keletkezés, létesülés.  A bhakti hagyományokban a bháva az extázis hangulatát, az önfeladást és az irányító érzelmi energiákat jelöli, amelyeket az elkötelezettség beérése kelt.

## A buddhizmusban
A buddhizmusban a bhava (nem bháva) a halál és élet folytatása, amely a "ragaszkodástól" (upádána) függ, a további életek és érzékelések vágyától. Ez a bhava jelenti az élőlények különböző formában történő létesülését a születés folyamatán keresztül (dzsáti).
A bhava a függő keletkezés (pratítja-szamutpáda) 12 láncszemből álló oksági láncolatának a tizedik láncszeme.
A Dzsátaka mesékben Buddha oktatási célzattal emlékezteti hallgatóságából néhány tanítványát olyan élményekre, amelyeket együtt éltek át előző életeikben. A szöveg úgy magyarázza, hogy a hallgatóság nem emlékszik ezekre a bhava miatt.